# Wsewolod Wsewolodowitsch Lischew
Wsewolod Wsewolodowitsch Lischew (russisch Всеволод Всеволодович Лишев; * 25. Septemberjul. / 7. Oktober 1877greg. in St. Petersburg; † 15. August 1960 in Leningrad) war ein russisch-sowjetischer Bildhauer und Hochschullehrer.

## Leben
Lischew, Sohn des Militäringenieurs Wsewolod Alexandrowitsch Lischew (1850–1912), absolvierte das Kadettenkorps und dann die Pawlowskoje-Militärschule in St. Petersburg. Darauf diente er als Artillerie-Offizier in Kronstadt. Dort nahm er an den Zeichen-Abendkursen im Volkshaus teil. 1906 verließ er den Militärdienst, um Bildhauer zu werden.
Lischew studierte 1906–1913 an der Kunsthochschule der Kaiserlichen Akademie der Künste (IACh) in der Bildhauerei-Abteilung bei Hugo Salemann und Wladimir Beklemischew. Nach seinem hervorragenden Abschluss erhielt er ein vierjähriges Auslandsstudienstipendium, das er wegen des Ersten Weltkriegs nicht wahrnehmen konnte.
Bis zur Oktoberrevolution projektierte Lischew Denkmäler in St. Petersburg. Das 1914 aufgestellte Denkmal für den Gründer des Kaiserlichen Arsenals in St. Petersburg Peter I. wurde 1918 demontiert. Nach der Oktoberrevolution beteiligte sich Lischew an Lenins Programm der Monumentalpropaganda.
Lischew lehrte am WChUTEIN (bis 1918 IACh) und am Kunst-Industrie-Technikum in Leningrad (bis 1930). Zu seinen Schülern gehörte Sulamith Anbinder. Während des Deutsch-Sowjetischen Kriegs schuf Lischew im blockierten Leningrad mehr als 50 Skulpturen als Gips-Entwürfe von Statuen, Gruppen, Kompositionen und Porträts. Nach dem Krieg lehrte er am Leningrader Repin-Institut für Malerei, Bildhauerei und Architektur (LISchSA), das Nachfolger des WChUTEIN war. 1948 wurde er zum Professor ernannt. 1949 wurde er Vollmitglied der Akademie der Künste der UdSSR (Korrespondierendes Mitglied seit 1947). Michail Baburin, Weniamin Bogoljubow, Pawel Bondarenko, Wladimir Ingal, Nikolai Tomski, Gawriil Schulz und Witali Saikow waren Schüler Lischews.
Die Modeschöpferin Nadeschda Lamanowa war eine Cousine Lischews.

## Ehrungen, Preise
- Volkskünstler der RSFSR
- Stalinpreis II. Klasse (1942) für das Tschernyschewski-Denkmal in Leningrad (1940)
- Medaille „Für heldenmütige Arbeit im Großen Vaterländischen Krieg 1941–1945“
- Leninorden (1947)
- Medaille „Zum 250-jährigen Jubiläum Leningrads“
- Volkskünstler der UdSSR (1957)

## Werke (Auswahl)

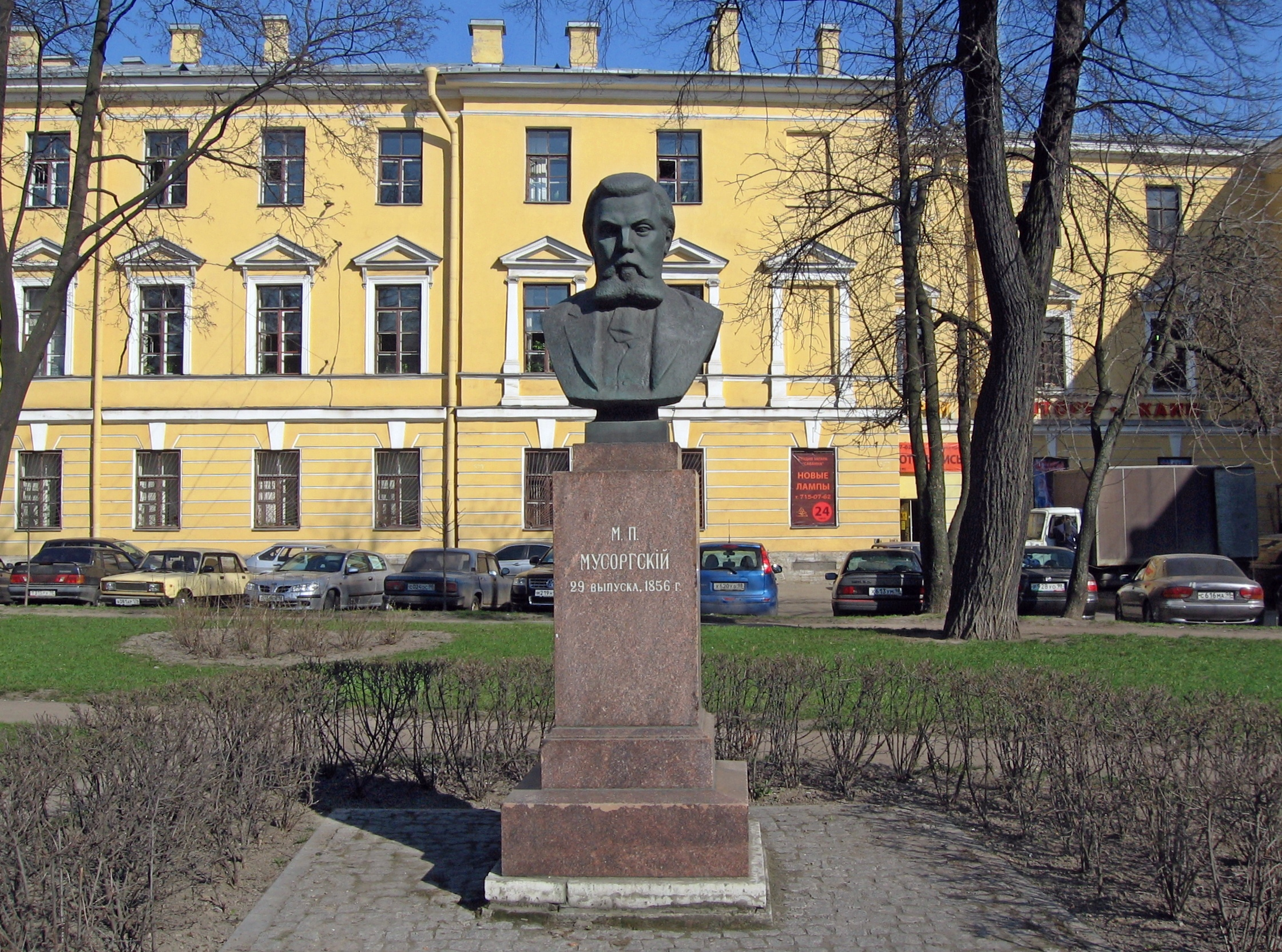
Modest Mussorgski (1916), Lermontowski Prospekt 54, St. Petersburg
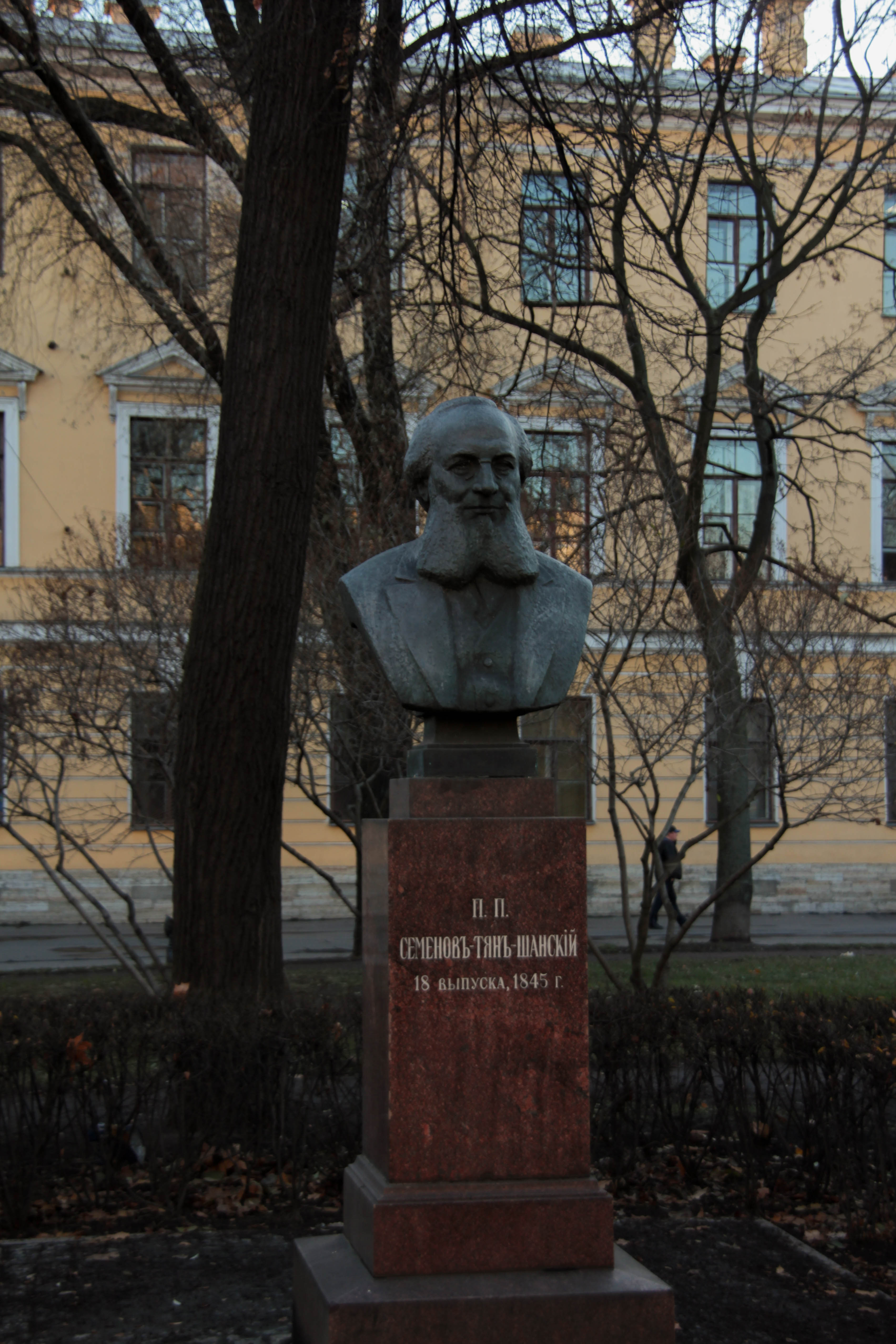
Pjotr Semjonow-Tjan-Schanski (1916), Lermontowski Prospekt 54, St. Petersburg
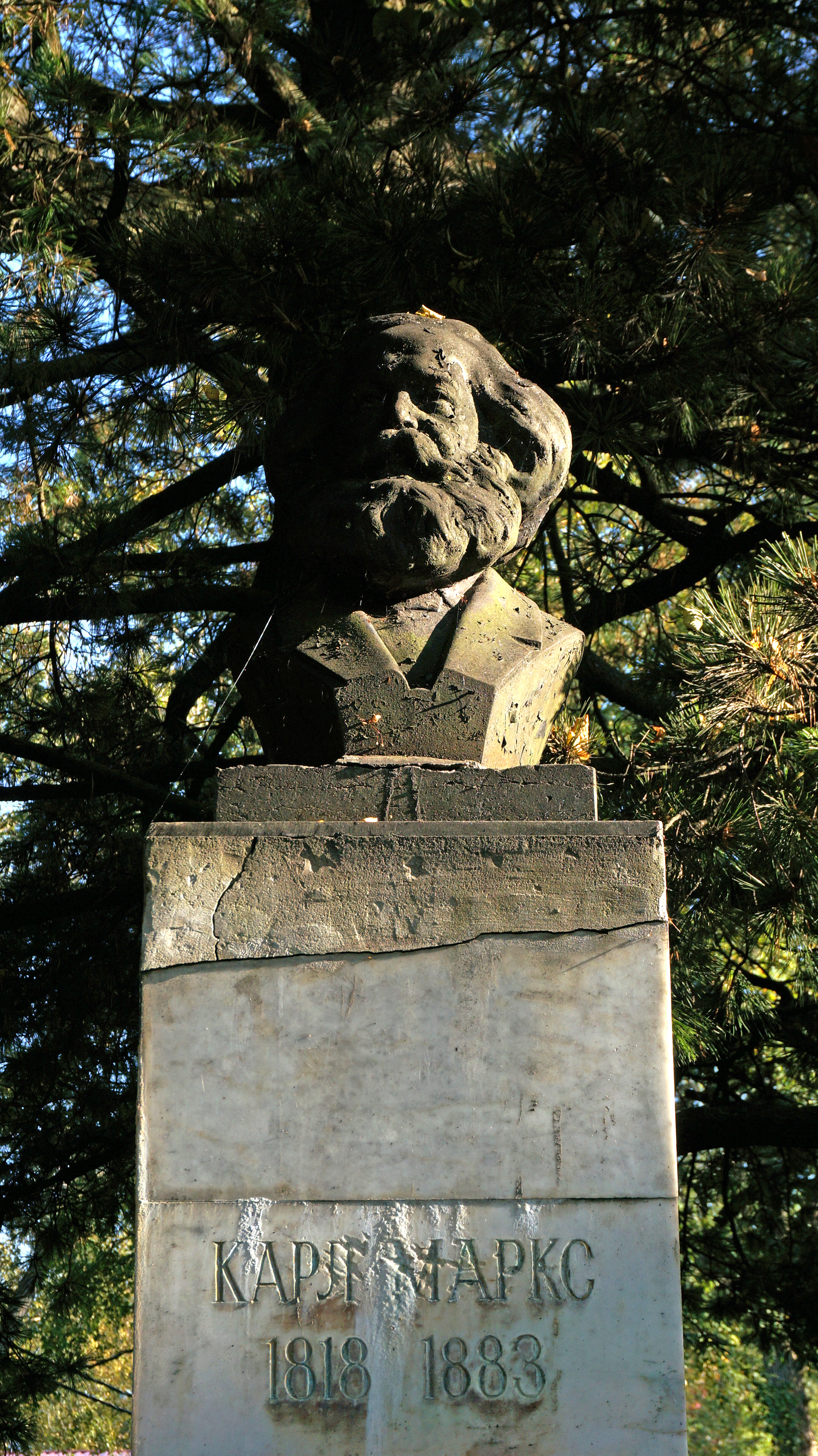
Karl Marx (1918, 1932), Prospekt karla Marksa 21, Nowaja Ladoga
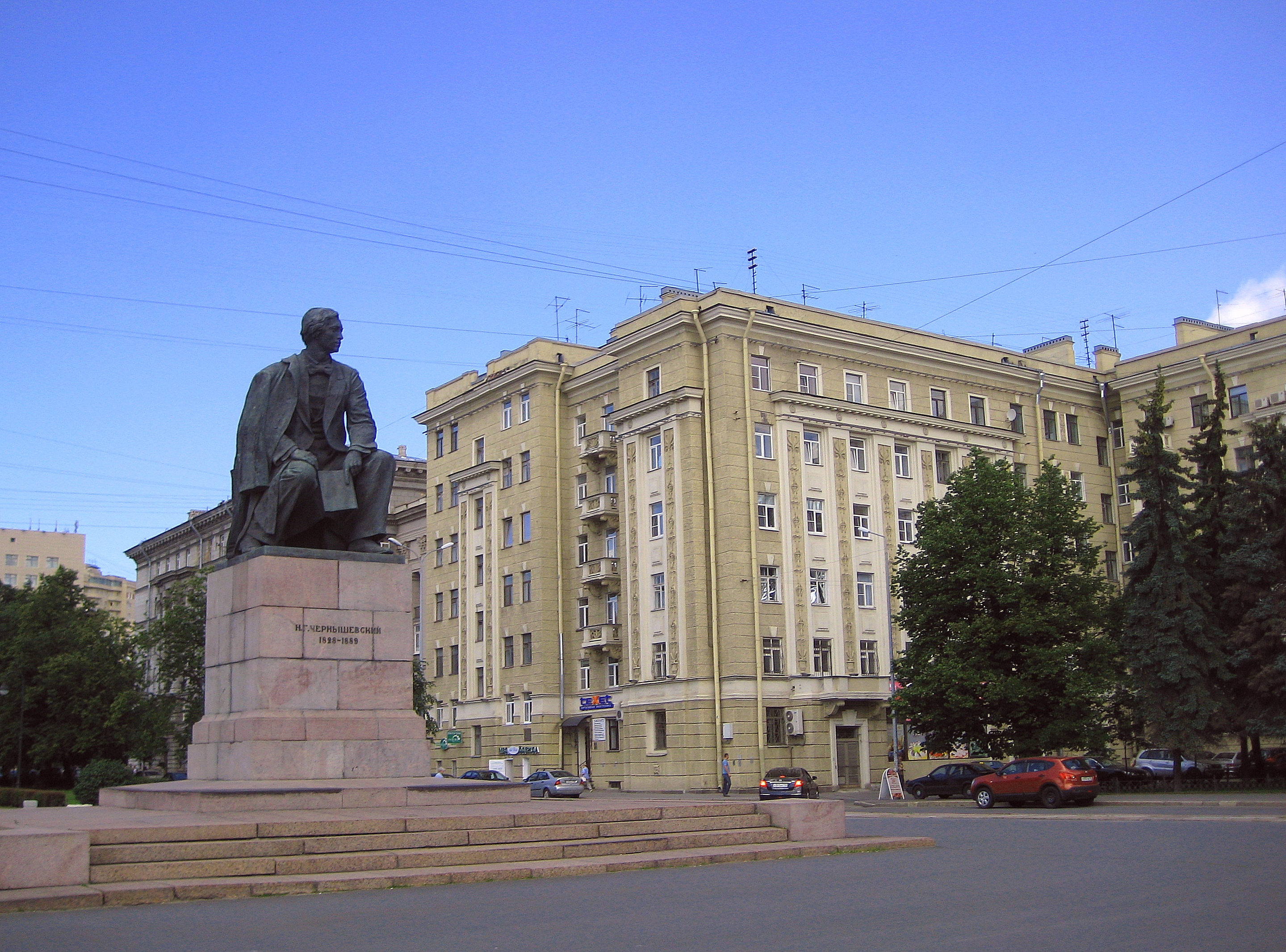
Nikolai-Tschernyschewski-Denkmal (1947 mit Architekt Wsewolod Jakowlew) vor dem Hotel Rossija, Tschernyschewski-Platz, St. Petersburg
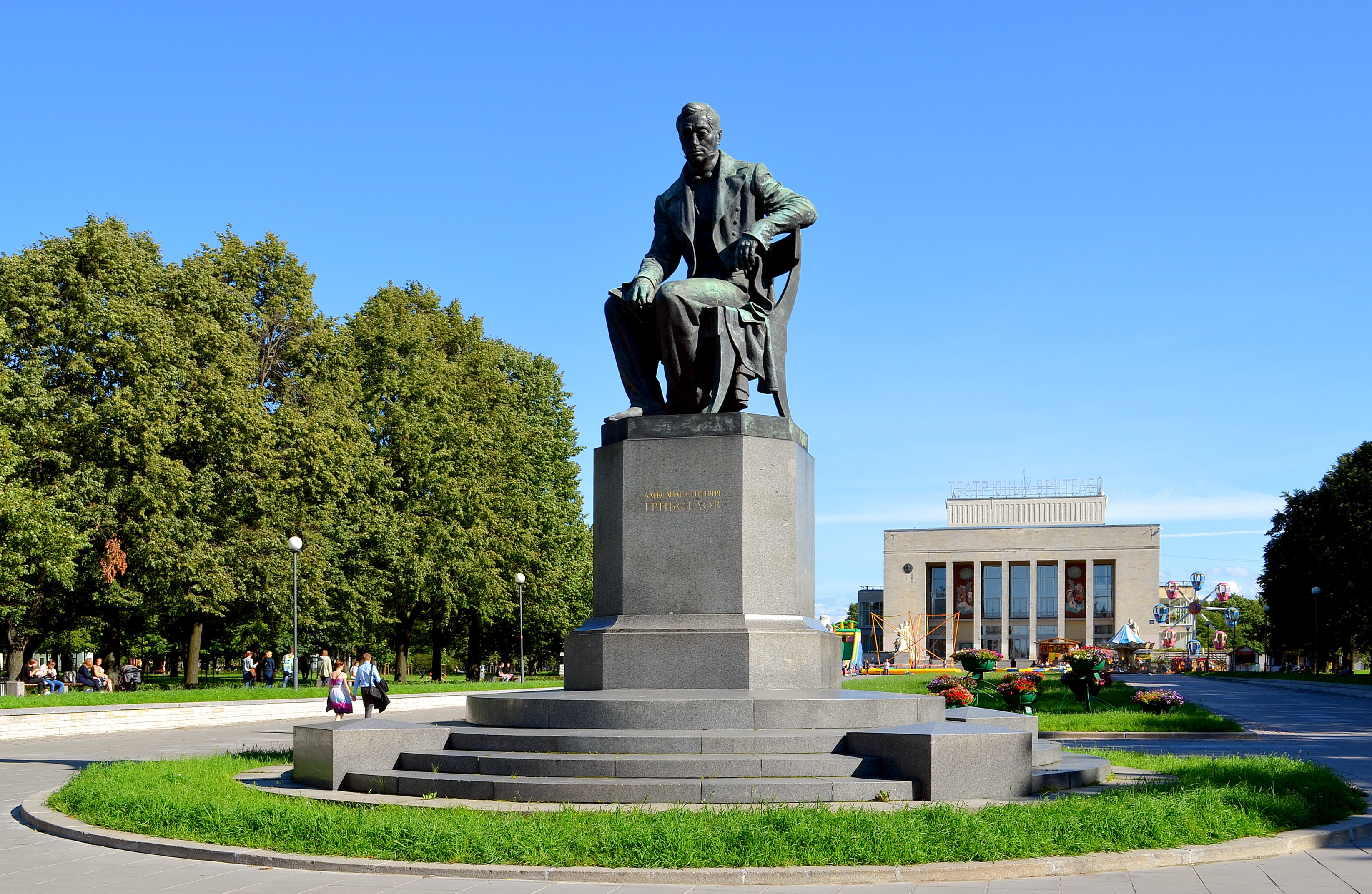
Gribojedow-Denkmal (1949–1959 mit Wsewolod Jakowlew) vor dem Alexander-Brjanzew-Jugendtheater, St. Petersburg
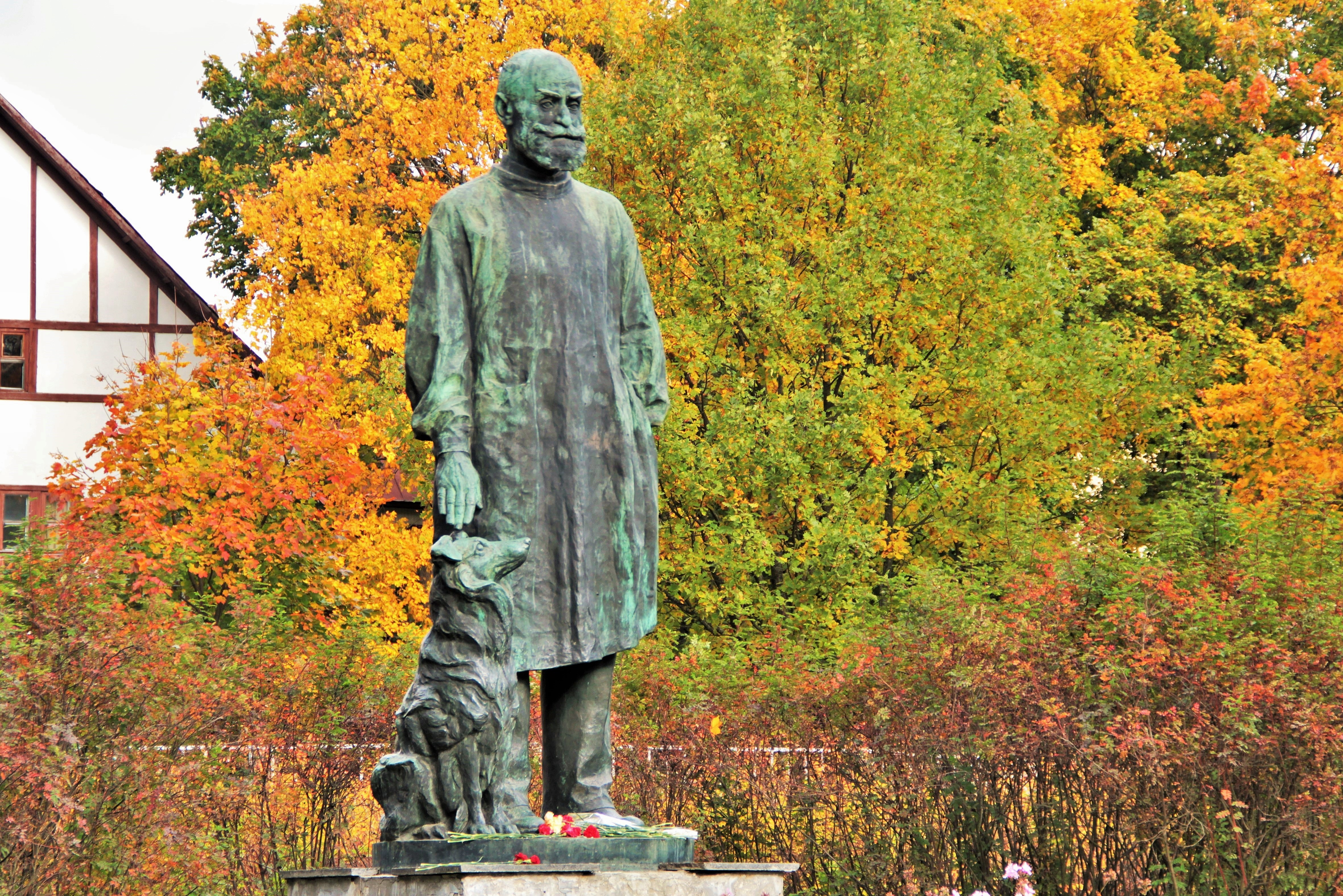
Iwan-Pawlow-Denkmal (1952 mit Wsewolod Jakowlew), Koltuschi bei Wsewoloschsk
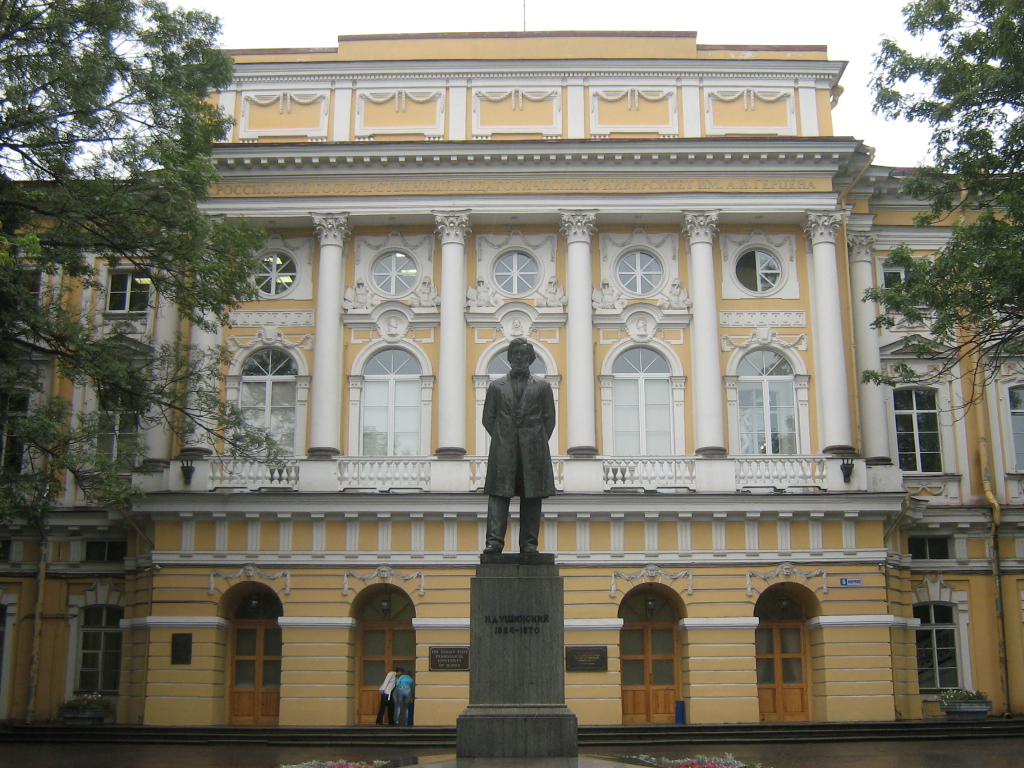
Konstantin-Uschinski-Denkmal (1953–1961 mit Wsewolod Jakowlew) vor der Staatlichen Pädagogischen Herzen-Universität St. Petersburg